# Peter Mack (Fußballspieler)
Peter Mack (* 30. Januar 1959) ist ein ehemaliger deutscher Fußballspieler und heutiger -trainer.

## Spielerkarriere
Peter Mack spielte in der Jugend für ESV Ingolstadt-Ringsee und den MTV 1881 Ingolstadt. Dort unterschrieb er 1979 auch seinen ersten Profivertrag. Unter Helmut Richert kam er in der Zweitliga-Saison 1979/80 nicht zum Zuge. Erst als Richert zum Ende der Hinrunde durch Herbert Wenz ersetzt wurde, konnte sich Mack einen Stammplatz erspielen und bestritt 19 Partien, in denen ihm vier Torerfolge gelangen. Am Ende der Saison musste der MTV als Drittletzter in die Bayernliga absteigen. Dort wurde man 1980/81 zwar souverän Meister, durfte aber nicht aufsteigen, da die 2. Bundesliga zukünftig nur noch eingleisig ausgetragen wurde.
Daraufhin wechselte Mack zu Hertha BSC. Bei den Berlinern hatte Peter Mack zunächst Schwierigkeiten, sich durchzusetzen. Als Georg Gawliczek jedoch neuer Übungsleiter wurde, kam Mack zum Ende der Saison 1981/82 noch zu fünf Einsätzen und konnte mithelfen, dass Hertha als Vize-Meister aufstieg. In der Bundesliga-Spielzeit 1982/83 stieg Hertha als Letzter umgehend wieder ab und auch für Mack lief die Saison mit lediglich sieben Partien, darunter nur eine über die volle Distanz, nicht wie erhofft.
Deshalb wechselte Peter Mack zum 1. FC Saarbrücken. Unter Uwe Klimaschefski spielte er in der 2. Bundesliga in den ersten sieben Spielen jedes Mal, verletzte sich beim Spiel bei der SG Union Solingen jedoch so schwer, dass er nach einer halben Stunde ausgewechselt werden musste und danach nicht mehr eingesetzt werden konnte.

## Trainerkarriere
Nach seiner Spielerkarriere war Peter Mack jahrelang als Jugendtrainer des FC Ingolstadt 04 tätig. Im Mai 2011 wurde bekannt, dass Peter Mack im Sommer selben Jahres den Trainerposten beim FC Gerolfing übernehmen wird.